# Malte Hinz
Malte Hinz (* 9. Dezember 1953 in Beckum, Westfalen) ist ein deutscher Journalist.

## Beruflicher Werdegang
Malte Hinz begann seine journalistische Laufbahn 1971 mit einem Volontariat beim Hellweger Anzeiger. Nach Übernahme als Redakteur arbeitete er in verschiedenen Redaktionen dieser Zeitung. 1977 wechselte er zur Westfälischen Rundschau, war dort als Lokalredakteur tätig und leitete bis zu seinem Wechsel in die Chefredaktion die Lokalredaktion Lünen. Von 1979 bis 1982 absolvierte er das berufsbegleitende Studium Journalistenweiterbildung im Fachbereich Kommunikationswissenschaften der Freien Universität Berlin. Ab dem 5. Dezember 2008 war Hinz Chefredakteur der Westfälischen Rundschau. In dieser Funktion blieb er auch nach der Schließung der Redaktion.
In den Jahren 1985 bis 2008 war Hinz Vorsitzender des Betriebsrates in der Zeitungsverlag Westfalen GmbH & Co. KG, in dem die Westfälische Rundschau erschien, von 2004 bis 2008 zudem Bundesvorsitzender der Deutschen Journalisten-Union (dju) in der Dienstleistungsgewerkschaft Ver.di.
2009 heiratete er Silke Hoock, 2010 wurde seine Tochter geboren. 